# Lago Colhué Huapi
Il lago Colhué Huapi, si trova nella regione centrale della Patagonia Argentina, a sud della provincia del Chubut, e insieme al lago Musters costituisce la fase terminale dell'attuale bacino endoreico del Río Senguer. Entrambi i laghi si trovano nel bacino di Sarmiento.

## Le origini del nome
Il nome di questo grande specchio d'acqua deriva dalla lingua mapuche (mapudungun). Il vocabolo Colhué significa "lungo e di colore rosso o rossiccio". Il vocabolo Huapi significa "isola". Si può perciò desumere che gli antichi abitanti della regione avevano denominato il lago per via di qualche sua isola argillosa o cretosa oppure per il colore delle sue acque.

## Idrologia
Il lago Colhué Huapi occupa una depressione poco profonda, originata presumibilmente per trasporto eolico in una zona occupata principalmente da argille fini. Il suo unico immissario indiretto è il Río Senguer, alimentato dalle acque del disgelo provenienti dalle Ande i cui flussi vengono regolati attraverso i laghi Fontana e La Plata. Dopo un percorso di 350 km dalle Ande e attraverso tutto l'altopiano centrale della provincia del Chubut, il fiume si riversa nel lago con una portata media annuale di 54 m3/s.
Entrando in quest'ampia pianura alluvionale ed eolica il fiume Senguer si divide in numerosi rami secondari, generalmente secchi, che assumono una conformazione a ventaglio orientata verso nord-est. Il suo ramo principale si dirige verso la fossa tettonica del lago Musters suddividendosi ulteriormente in due rami, uno dei quali si immette nel lago nella sua sponda sud, mentre l'altro si riversa nel Lago Colhué Huapi, ubicato pochi chilometri ad est.
Questa derivazione del fiume che collega i due laghi ha dato origine al nome Falso Senguer, e il suo corso a meandri scorre a nord della località di Sarmiento. La ramificazione più a sud del Río Senguer è un affluente del Cerro Negro. Forma meandri, stagni e paludi, ma si riversa nel lago Colhué Huapi solo durante inondazioni straordinarie.
Il lago Colhué Huapi presenta ampie paludi costiere, principalmente alimentate dalle ramificazioni del río Falso Senguer. È separato dal lago Musters da un istmo largo 12 km e alto 695 m s.l.m.m.
Mentre il lago Musters ha un'origine tettonica, con una profondità media di 20 metri, il lago Colhué Huapi è poco profondo (mediamente 2 metri), con acque molto torbide per via di un'elevata concentrazione di sedimenti in sospensione, dovuta fondamentalmente all'azione del vento, e può essere considerato un lago oligotrofico per via dei suoi livelli di nutrienti e sedimenti inorganici.

## Ittiofauna
Per via dell'elevata torbidità delle sue acque, nel lago Colhué Huapi si registra un'abbondante fauna acquatica composta principalmente da pesci quali il Percichthys trucha e il Odontesthes microlepidotus. Questo particolare ambiente si presenta molto interessante dal punto di vista della conservazione della biodiversità, per la presenza di tre specie autoctone di pesci, i primi due in pericolo di estinzione: Diplomystres viedmensis mesembrinus, Galaxias platei e Percichthys Colhuéhuapensis.

## Situazione ambientale
Per via della sua grande superficie e della sua scarsa profondità, il lago Colhué Huapi è naturalmente soggetto ad un severo processo di evaporazione, sia per effetto del vento sia per effetto della radiazione solare.
Il fenomeno è stato aggravato anche ad opera dell'uomo, che ha realizzato interventi e opere di presa per l'alimentazione degli acquedotti e la canalizzazione delle acque per uso irriguo, soprattutto dal Lago Musters. Inoltre si prelevano grandi quantità d'acqua dal Río Senguer che viene utilizzata dai numerosi pozzi petroliferi che si trovano nella regione. Questi interventi hanno compromesso l'equilibrio idraulico del sistema fino quasi ai limiti del collasso e nel lago Colhué Huapi, si è verificata una forte diminuzione del livello delle acque, accelerando il processo di ritiro delle acque e disseccamento delle sponde.
Il bilancio idrico di tutta la conca è stato negativo negli ultimi settant'anni. La situazione attuale può essere definita gravemente compromessa e costituisce la principale emergenza ambientale per cercare mantenere il precario equilibrio idrico e biologico del sistema.